# Impactos do turismo

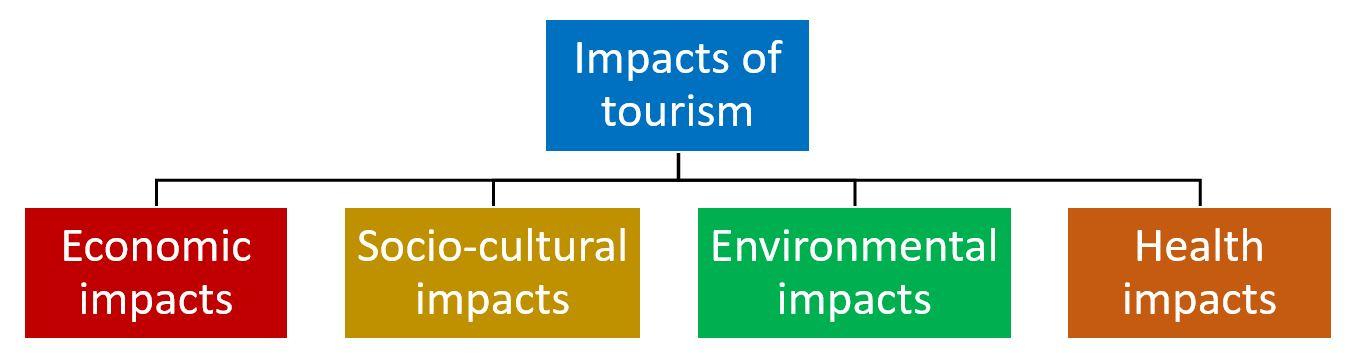
Impactos do turismo

O turismo impacta os destinos turísticos de forma positiva e negativa, abrangendo dimensões econômicas, políticas, socioculturais, ambientais e psicológicas. Os efeitos econômicos do turismo abrangem a melhoria das receitas fiscais, o crescimento do rendimento pessoal, a melhoria dos padrões de vida e a criação de oportunidades de emprego adicionais. Os impactos socioculturais estão associados às interações entre pessoas com diferentes origens culturais, atitudes e comportamentos, e às relações com os bens materiais. O turismo também pode ter impactos políticos significativos, influenciando as políticas governamentais e promovendo as relações diplomáticas entre os países. Os impactos ambientais podem ser categorizados como efeitos diretos, incluindo danos ambientais, destruição da vida selvagem, desflorestação, poluição da água e efeitos indiretos, como o aumento da exploração de recursos naturais para o fornecimento de alimentos, poluição indireta do ar e da água. O turismo também tem resultados positivos e negativos para a saúde da população local. Os impactos negativos a curto prazo do turismo na saúde dos residentes estão relacionados com a densidade das chegadas de turistas, o risco de transmissão de doenças, acidentes rodoviários, níveis mais elevados de criminalidade, bem como congestionamento de tráfego, aglomeração e outros fatores estressantes. Além disso, os residentes podem sentir ansiedade e depressão relacionadas com as suas percepções de risco sobre taxas de mortalidade, insegurança alimentar, contacto com turistas infectados, etc., o que pode resultar em resultados negativos em termos de saúde mental. Ao mesmo tempo, há impactos positivos a longo prazo do turismo na saúde e nos resultados de bem-estar dos residentes, através da melhoria do acesso aos cuidados de saúde, emoções positivas, novidades e interações sociais.

## Impactos econômicos
Cerca de 1,4 mil milhões de pessoas visitaram outro país em 2019, com os gastos dos turistas contribuindo com cerca de 1,45 bilhões de dólares para a economia global. A Europa é de longe a região dominante de origem e chegada de turistas, representando 51% das chegadas e 48% dos viajantes em 2019.
O turismo pode ser dividido em subcategorias nas quais os impactos se enquadram: gastos dos visitantes em experiências turísticas, como férias na praia e parques temáticos (nacionais e internacionais), gastos empresariais e investimento de capital.
A contribuição econômica do turismo é sentida de forma direta e indireta, onde os impactos econômicos diretos são criados quando são vendidos produtos como os seguintes: alojamento e entretenimento, serviços de alimentação e bebidas e oportunidades de retalho. Residentes, visitantes, empresas e vários níveis de governo (municipal a federal) influenciam os impactos diretos do turismo através dos seus gastos numa determinada área turística ou perto dela. A principal componente dos impactos econômicos diretos do turismo é que estes ocorrem dentro das fronteiras de um país e são implementados por “residentes e não residentes para fins de negócios e lazer”.
Em contraste, os impactos econômicos indiretos do turismo podem ser encontrados nos gastos de investimento em torno de uma oferta turística de interesses privados e governamentais. Este investimento pode não estar explicitamente relacionado com o turismo, mas beneficia, ao mesmo tempo, os turistas e as partes interessadas locais. Os impactos indiretos do turismo são exemplificados pela compra e venda de itens intermediários, como suprimentos adicionais para restaurantes durante a alta temporada turística, ou calçadas alargadas em centros movimentados. Os impactos econômicos indiretos (a cadeia de abastecimento, o investimento e o coletivo governamental) representam 50,7 por cento da contribuição total do PIB proveniente das viagens e do turismo em 2014.
A despesa induzida, que é a recirculação de um dólar turístico dentro de uma comunidade, é outra forma pela qual o turismo tem um impacto indireto numa comunidade. Por exemplo, um turista estrangeiro injeta dinheiro na economia local quando gasta um dólar em um souvenir feito por um local no destino turístico. Esse indivíduo passa a gastar aquele dólar no almoço de um vendedor local, e esse vendedor passa a gastá-lo localmente.

### Impactos econômicos positivos e negativos do turismo

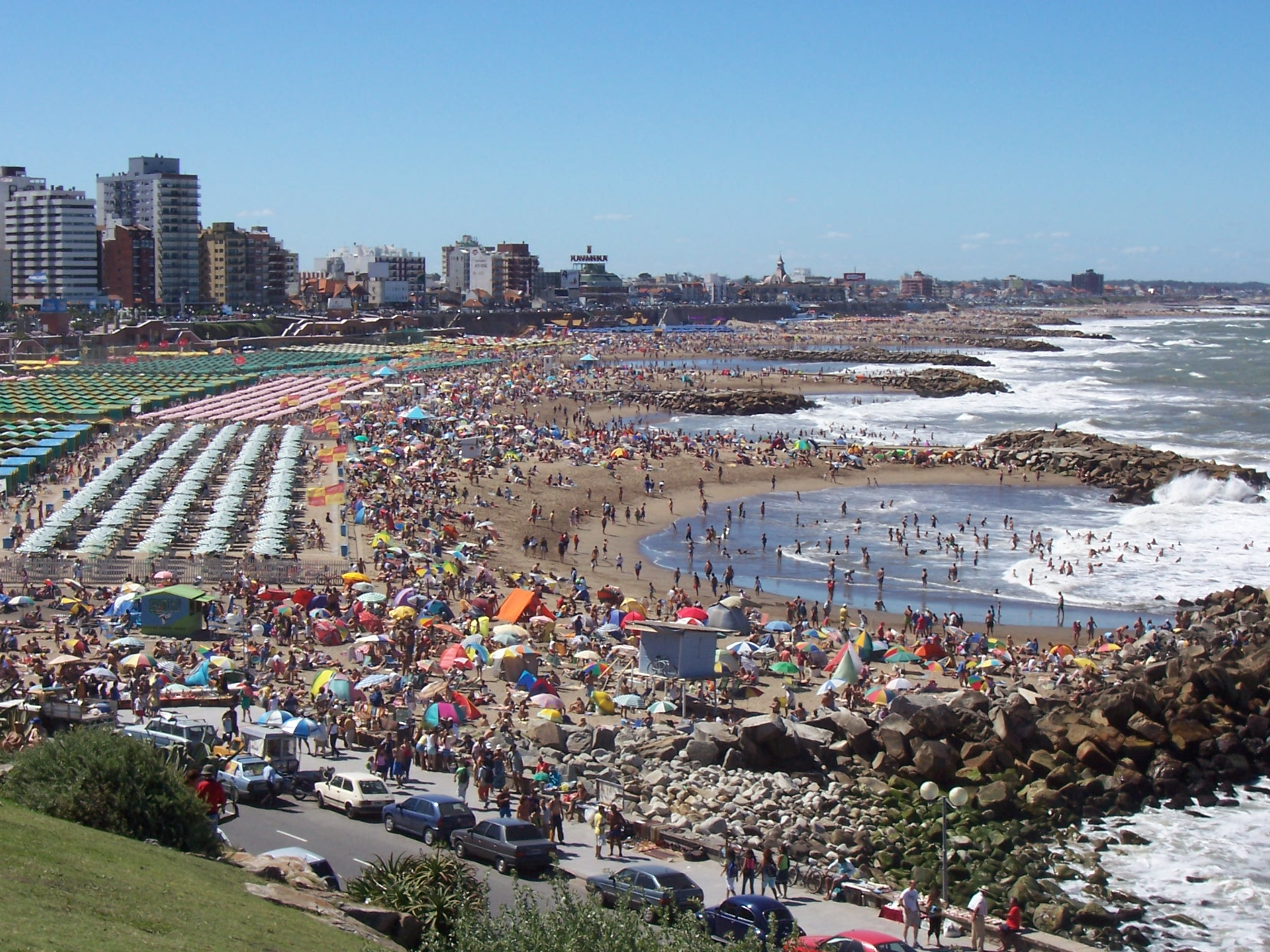
Praia lotada em Mar del Plata durante o verão

Existem efeitos positivos e negativos nas comunidades relacionados com os impactos econômicos do turismo nas suas comunidades. Um impacto positivo pode referir-se ao aumento do emprego, à maior qualidade de vida dos habitantes locais e ao aumento da riqueza de uma área. O turismo também tem a vantagem de reconstruir e restaurar locais históricos e incentivar a revitalização das culturas. Um impacto positivo é aumentar ou melhorar tanto para o turista, como para a comunidade anfitriã e para a residência e/ou para o destino turístico. Os impactos positivos estão mais relacionados com o bem-estar materialista do que com a felicidade da comunidade anfitriã ou do turista.
O destino turístico goza de impactos positivos, se houver melhorias no ambiente natural, tais como protecção, parques nacionais, ou infra-estruturas artificiais, estações de tratamento de resíduos. O turismo proporciona o estímulo económico para permitir a diversificação do potencial de emprego e rendimento e desenvolver recursos dentro da comunidade. Melhorias na infra-estrutura e nos serviços podem beneficiar tanto os habitantes locais como os turistas.  Considerando que o turismo patrimonial centra-se na história local ou em eventos históricos que ocorreram na área e tende a promover a educação. Os impactos positivos começam quando há um aumento nas oportunidades de emprego para os habitantes locais, à medida que a indústria do turismo se torna mais desenvolvida. Há também um aumento na renda média que se espalha por toda a comunidade quando o turismo é capitalizado. Além disso, a economia local é estimulada e diversificada, os produtos são fabricados mais localmente e abrem-se novos mercados para os empresários locais se expandirem. Infelizmente, esses benefícios não são universais nem invulneráveis. Embora possa haver mais emprego disponível, os empregos relacionados com o turismo são frequentemente sazonais e mal remunerados.  Sabe-se que os preços flutuam ao longo do ano. Aumentam na época alta do turismo para tirar partido de mais dólares turísticos, mas têm o efeito colateral de fixar preços de produtos acima do alcance económico dos residentes locais, privando-os efectivamente de um local que outrora foi a sua casa, à fome.  
Os impactos negativos são os efeitos que são causados, na maioria dos casos, no local de destino turístico com impactos prejudiciais na área social e cultural, bem como no ambiente natural. À medida que a população aumenta, também aumentam os impactos, os recursos tornam-se insustentáveis e esgotados, a capacidade de transporte de turistas num local de destino pode esgotar-se. Muitas vezes, quando ocorrem impactos negativos, é tarde demais para impor restrições e regulamentações. Os destinos turísticos parecem descobrir que muitos dos impactos negativos são encontrados na fase de desenvolvimento do ciclo de vida da área turística (TALC). 
Além disso, foi demonstrado que a economia do turismo afasta os proprietários de empresas de turismo locais em favor de estranhos à região. A propriedade estrangeira cria fugas (receitas que saem da comunidade anfitriã para outra nação ou empresa multinacional), o que elimina a oportunidade dos locais obterem lucros significativos. Sabe-se também que as empresas estrangeiras contratam trabalhadores sazonais não residentes porque podem pagar a esses indivíduos salários mais baixos, o que contribui ainda mais para a fuga econômica. O turismo pode aumentar o valor das propriedades perto da área turística, expulsando efetivamente os habitantes locais e incentivando as empresas a migrar para o interior para incentivar e tirar partido de mais gastos turísticos.

### Emprego
O emprego, e tanto a sua disponibilidade como a sua exclusividade, são subconjuntos dos impactos econômicos do turismo. As viagens e o turismo criam 10,7% do total de empregos disponíveis em todo o mundo, tanto no setor do turismo direto como indireto. Empregos diretos em turismo, aqueles que proporcionam ao visitante sua experiência turística incluem, mas não estão limitados a: acomodação (construção, limpeza, gerenciamento), serviços de alimentação e bebidas, entretenimento, manufatura e compras. As oportunidades indiretas de emprego no turismo incluem a fabricação de aeronaves, barcos e outros meios de transporte, bem como a construção de superestruturas e infraestruturas adicionais necessárias para acomodar esses produtos de viagem (aeroportos, portos, etc.)

### Conta satélite de turismo
A conta satélite de turismo (TSA) do Conselho Mundial de Viagens e Turismo (WTTC) é um sistema de medição reconhecido pelas Nações Unidas para definir a extensão de um setor econômico que não é tão facilmente definido como indústrias como silvicultura ou petróleo e gás O turismo não se enquadra perfeitamente num modelo estatístico; porque não depende tanto da movimentação física de produtos e serviços, mas sim da posição do consumidor.
Portanto, as TSAs foram concebidas para padronizar estas muitas ofertas à escala internacional, a fim de facilitar uma melhor compreensão das actuais circunstâncias turísticas, localmente e no estrangeiro. A padronização inclui conceitos, classificações e definições e tem como objetivo permitir que pesquisadores, profissionais da indústria e o proprietário médio de uma empresa de turismo visualizem comparações internacionais.

## Impactos socioculturais
Um aspecto inerente ao turismo é a busca pela autenticidade, o desejo de vivenciar um ambiente cultural diferente em seu ambiente natural. Embora o turismo cultural proporcione oportunidades de compreensão e educação, existem sérios impactos que surgem como resultado. Não se trata apenas do volume de turismo no trabalho, mas dos tipos de interações sociais que ocorrem entre o turista e o anfitrião. Existem três efeitos amplos a nível local: a mercantilização da cultura, o efeito de demonstração e a aculturação de outra cultura.

### Participação da comunidade
A participação comunitária refere-se à colaboração entre os membros da comunidade com o objetivo de alcançar objetivos comuns, melhorar a sua comunidade local e obter benefícios individuais. Os membros da comunidade local estão ativamente envolvidos no turismo, em vez de beneficiarem dele passivamente. A participação comunitária fortalece as comunidades e ajuda a criar um sentimento de pertença, confiança e credibilidade entre os membros. Ao envolver os membros da comunidade local, o turismo pode tornar-se mais autêntico. A maioria dos membros da comunidade de destino são também os mais impactados pelo turismo, pelo que é importante o seu envolvimento no planeamento turístico. Alguns investigadores argumentarão que alguns dos impactos negativos do turismo podem ser evitados e os impactos positivos maximizados através da participação da comunidade no processo de planeamento.

### Aculturação
Aculturação é o processo de modificação de uma cultura existente por meio de empréstimos das culturas mais dominantes. Normalmente, no turismo, a comunidade aculturada é a comunidade de destino, que então experimenta mudanças dramáticas na estrutura social e na visão do mundo. As sociedades adaptam-se à aculturação de duas maneiras. A difusão da inovação ocorre quando a comunidade adota práticas desenvolvidas por outro grupo; Considerando que a adaptação cultural é menos a adoção de uma nova cultura e mais o processo de mudança quando a cultura existente é alterada. A aculturação é frequentemente vista como um método de modernização de uma comunidade e existem muitos pontos de vista opostos ao conceito de modernização. Um argumento contra a modernização é que ela contribui para a “homogeneização das diferenças culturais e para o declínio das sociedades tradicionais”. Isto significa que as comunidades anunciarão a sua modernidade para atrair turistas e desconsiderarão os seus costumes e valores tradicionais. Por outro lado, outros argumentam que a aculturação e a modernização ajudarão as comunidades tradicionais a adaptarem-se ao mundo moderno. A ideia é que ensinar as pessoas a se adaptarem salvará a comunidade de futuras extinções.

### Impactos socioculturais positivos
Existem vários benefícios para a comunidade anfitriã como resultado do turismo. Isto inclui benefícios econômicos, tais como oportunidades para empresas locais, o que permite o aumento do comércio entre o maior número de visitantes e, em seguida, desenvolve uma variedade de empresas locais. Além disso, o turismo também traz oportunidades de emprego, melhora a economia da região e cria receitas para o governo local. Os turistas também utilizam os serviços públicos, criando financiamento para serviços públicos, como saúde, polícia e bombeiros, além de aumentar a procura por transporte público. Outras instalações públicas, como parques e bancos, também são bem conservadas pela comunidade para os turistas, melhorando a estética geral da comunidade anfitriã. As instalações de entretenimento e recreação permitirão mais oportunidades de socialização e envolvimento uns com os outros. O turismo pode ser benéfico para a comunidade anfitriã, pois proporciona os meios financeiros e o incentivo para preservar as histórias culturais, o patrimônio local e os costumes. Estimula o interesse pelo artesanato local, atividades tradicionais, cantos, danças e histórias orais. Também abre a comunidade para um mundo mais amplo, novas ideias, novas experiências e novas formas de pensar.

#### Atividades ilegais
O turismo é por vezes associado à exportação ou ao roubo de contrabando, como espécies ameaçadas ou certos artefatos culturais, e a atividades ilegais como o comércio sexual.

#### Fadiga do turismo e sentimento antiturismo
Hordas excessivas de visitantes (ou do tipo errado de visitantes) podem provocar reações negativas de anfitriões amigáveis em destinos populares.Predefinição:TourismNos últimos anos,  a população local em muitas áreas desenvolveu um sentimento antiturismo e começou a protestar contra os turistas. Um dos exemplos mais proeminentes de tal mobilização foi o chamado movimento “Turistas vão para casa”, que surgiu em 2014 em Espanha devido a slogans e lemas que apelavam aos turistas para regressarem às suas casas. Veneza também enfrentou esses problemas, e os slogans “Turistas vão para casa” apareceram nas muralhas da cidade. Além disso, vários outros países, como o Japão e as Filipinas, estão a ter problemas com o excesso de turismo.

### Turismo e proteção de bens culturais

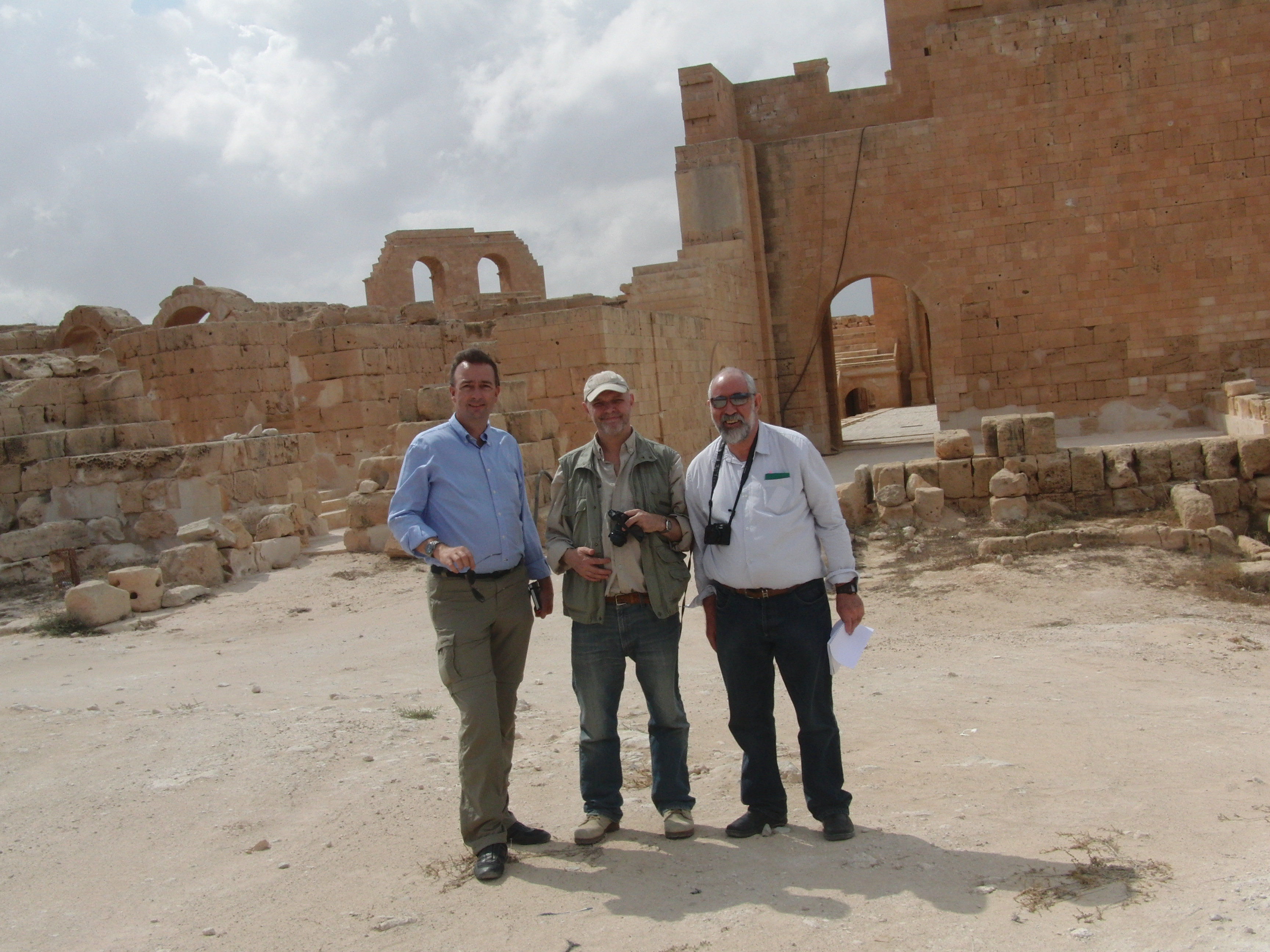
Uma ação da Blue Shield International para a proteção de bens culturais turísticos na Líbia durante a guerra em 2011.

O turismo e a proteção dos bens culturais são duas áreas temáticas que muitas vezes se complementam, mas por vezes também se confrontam. No caso do turismo cultural, do turismo suave e do turismo de aventura, existem inúmeros pontos de contacto entre a comercialização, a mediação e a preservação dos bens culturais. O uso sensato é geralmente a proteção mais eficaz de bens valiosos. Se os bens culturais trazem uma vantagem econômica à população, esta também está interessada na sua preservação.
O aumento do turismo pode ser uma bênção e uma maldição ao mesmo tempo, porque as redes sociais e outros novos canais de publicidade atraem frequentemente tantos turistas para um local que isso pode levar ao “exagero”. Os sítios do Patrimônio Mundial recorrem, portanto, cada vez mais a restrições de visitantes para poderem conter a inundação de turistas. Por outro lado, o turismo também tem o efeito de que certos bens culturais se tornem conhecidos e, em caso de guerra, as partes no conflito queiram evitar a sua destruição no que diz respeito à opinião internacional.
No que diz respeito à proteção dos bens culturais em caso de conflito armado, existem inúmeras iniciativas sobre este tema da ONU, da UNESCO e da Blue Shield International. Isto também se aplica aos Sítios do Patrimônio Mundial. Mas só através da cooperação com os habitantes locais é que a proteção dos locais turísticos, culturais, locais do patrimônio mundial, achados arqueológicos, exposições e sítios arqueológicos contra destruição, saques e roubos pode ser implementada de forma sustentável. O presidente fundador da Blue Shield International, Karl von Habsburg, resumiu apropriadamente com as palavras: "Sem a comunidade local e sem os participantes locais, isto seria completamente impossível."

## Impactos ambientais
O ecoturismo, o turismo de natureza, o turismo de vida selvagem e o turismo de aventura ocorrem em ambientes como florestas tropicais, altos alpinos, áreas selvagens, lagos e rios, litorais e ambientes marinhos, bem como vilas rurais e resorts costeiros. O impacto positivo disto pode ser uma maior consciência da gestão ambiental. O impacto negativo pode ser a destruição da própria experiência que as pessoas procuram. Existem impactos diretos e indiretos, impactos imediatos e de longo prazo, e existem impactos que são tanto proximais como distais ao destino turístico. Estes impactos podem ser separados em três categorias: impactos nas instalações, atividades turísticas e efeito de trânsito.
A sustentabilidade ambiental centra-se na viabilidade global e na saúde dos sistemas ecológicos. A degradação dos recursos naturais, a poluição e a perda de biodiversidade são prejudiciais porque aumentam a vulnerabilidade, prejudicam a saúde do sistema e reduzem a resiliência. É necessária mais investigação para avaliar os impactos do turismo no capital natural e nos serviços ecossistemas. É necessária investigação interdisciplinar e transdisciplinar para abordar a forma como a indústria do turismo impacta o tratamento de resíduos e águas residuais, a polinização, a segurança alimentar, as matérias-primas, os recursos genéticos, a regulação do petróleo e do gás natural e as funções dos ecossistemas, como a retenção do solo e a reciclagem de nutrientes.
As consequências ambientais negativas relacionadas com as atividades turísticas, como as emissões de gases com efeito de estufa provenientes das viagens aéreas e o lixo em locais populares, podem ser significativas. O setor do turismo é responsável por cerca de 5% das emissões globais CO e a aviação contribui com 40% das emissões de CO relacionadas com o transporte turístico.

### Impactos nas instalações
Os impactos das instalações ocorrem quando uma área regional evolui da “exploração” para o “envolvimento” e depois para a fase de “desenvolvimento” do ciclo de vida da área turística. Durante a última fase, pode haver impactos ambientais diretos e indiretos através da construção de superestruturas, como hotéis, restaurantes e lojas, e de infraestruturas, como estradas e fornecimento de energia. À medida que o destino se desenvolve, mais turistas procuram a experiência. Os seus impactos aumentam em conformidade. A necessidade de água para lavar, descartar resíduos e beber aumenta. Os rios podem ser alterados, extraídos excessivamente e poluídos pelas demandas dos turistas. A poluição sonora tem a capacidade de perturbar a vida selvagem e alterar o comportamento, e a poluição luminosa pode perturbar a alimentação e o comportamento reprodutivo de muitas criaturas. Quando a energia é fornecida por geradores a diesel ou a gasolina, há ruído e poluição adicionais. Resíduos gerais e lixo também são resultado das instalações.

### Turismo costeiro
Muitas zonas costeiras estão a sofrer uma pressão especial devido ao número crescente de turistas e à subida do nível do mar devido às alterações climáticas. Os ambientes costeiros são de extensão limitada, consistindo apenas numa faixa estreita ao longo da borda do oceano. As zonas costeiras são frequentemente os primeiros ambientes a sofrer os impactos prejudiciais do turismo. Os controles de planeamento e gestão podem reduzir o impacto nos ambientes costeiros e garantir que o investimento em produtos turísticos apoia o turismo costeiro sustentável.

### Atividades turísticas

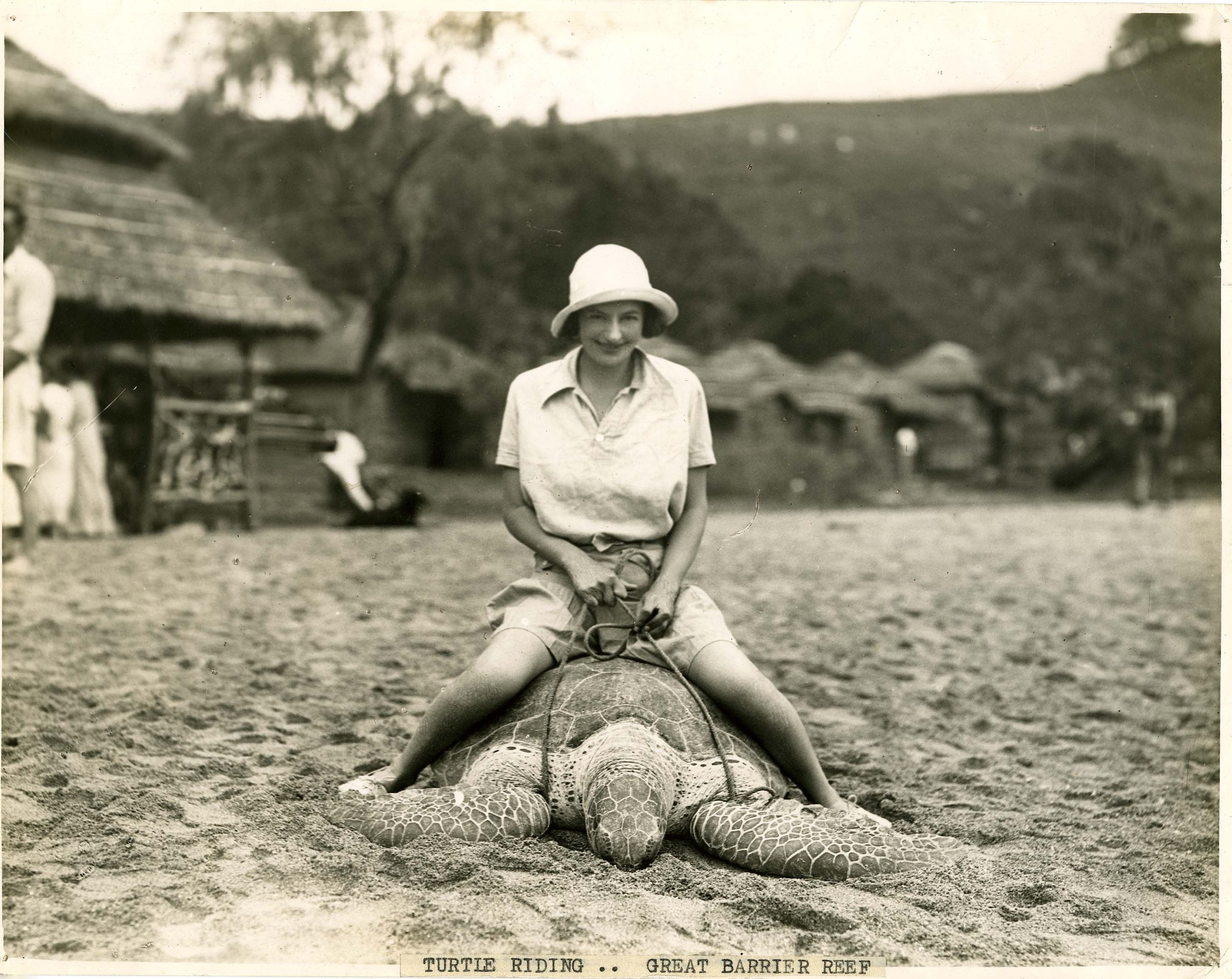
Andar em tartarugas era uma atividade turística popular nas décadas de 1920 e 1930.

Praticamente todas as atividades turísticas têm um impacto ecológico no destino anfitrião. Em destinos rurais, atividades como caminhadas podem impactar a ecologia local.
Há uma série de impactos decorrentes de caminhadas, trekking e camping que afetam diretamente a área de atividade. O mais óbvio é a erosão e compactação das trilhas pelo uso diário. Com a presença de obstáculos como árvores caídas ou poças de água, as trilhas tornam-se alargadas ou criam-se trilhas informais para contornar o obstáculo. Outros impactos diretos incluem danos ou remoção de vegetação, perda de altura da vegetação, redução da cobertura vegetal, migração de vegetação pisoteada e introdução de espécies não nativas. Os impactos indiretos nas trilhas incluem alterações na porosidade do solo, alterações na composição da microbiota, problemas com dispersão e germinação de sementes e degradação da composição de nutrientes do solo.
Como muitos caminhantes e trekkers fazem viagens de vários dias, um grande número acampará durante a noite em acampamentos formais ou aleatórios. Existem impactos semelhantes nos parques de campismo, tais como compactação do solo, erosão e composição, perda de vegetação e folhagem, e questões adicionais relacionadas com fogueiras. Trilhas informais são criadas ao redor do acampamento para coletar lenha e água, e árvores e mudas podem ser pisoteadas, danificadas ou cortadas para combustível. O calor das fogueiras pode danificar o sistema radicular das árvores.
Certas espécies invasoras, como o mexilhão-zebra, espalham-se através de atividades turísticas, o que pode ter um impacto negativo nos ecossistemas locais. Existem maneiras de diminuir a propagação de espécies não nativas, como tomar cuidado ao remover sementes de sapatos e calças após caminhar ou andar de bicicleta, limpar completamente os barcos ao se movimentar entre corpos d’água e criar planos de manejo de caminhos designados.   
A observação da vida selvagem, como os safaris nas savanas da África Oriental, pode levar a mudanças no comportamento animal. A presença de humanos tende a aumentar os hormônios do estresse dos animais selvagens. Além disso, babuínos e hienas aprenderam a rastrear veículos de safáris turísticos para levá-los à matança de chitas, que depois roubam.
Há um número pequeno, mas significativo, de turistas que pagam somas consideráveis de dinheiro para caçar leões, rinocerontes, leopardos e até girafas como troféu. Argumentou-se que existe um impacto ambiental positivo e negativo, direto e indireto, causado pela caça aos troféus . Há uma discussão contínua a nível governamental nacional e internacional sobre a ética do financiamento dos esforços de conservação através de atividades de caça.

#### Monte Everest
O Monte Everest atrai muitos turistas que desejam escalar o pico da montanha mais alta do mundo todos os anos. O Everest é um Patrimônio Mundial da UNESCO. Ao longo dos anos, o descuido e o consumo excessivo de recursos pelos montanhistas, bem como o pastoreio excessivo pelo gado, danificaram os habitats dos leopardos-das-neves, dos pandas-pequenos, dos ursos tibetanos e de dezenas de espécies de aves. Para contrariar os abusos passados, vários programas de reflorestação foram levados a cabo pelas comunidades locais e pelo governo nepalês.
As expedições removeram suprimentos e equipamentos deixados por alpinistas nas encostas do Everest, incluindo centenas de recipientes de oxigênio. Uma grande quantidade do lixo dos ex-alpinistas – toneladas de itens como barracas, latas, grampos e dejetos humanos – foi retirada da montanha e reciclada ou descartada. No entanto, os corpos da maioria dos mais de 260 alpinistas que morreram no Everest (nomeadamente nas suas encostas superiores) não foram removidos, porque são inacessíveis ou - para aqueles que são acessíveis - o seu peso torna extremamente difícil transportá-los para baixo. Notáveis no esforço de limpeza foram os esforços das Expedições Eco Everest, a primeira das quais foi organizada em 2008 para comemorar a morte, em janeiro, do pioneiro da escalada do Everest, Sir Edmund Hillary. Essas expedições também divulgaram questões ecológicas (em particular, preocupações sobre os efeitos das alterações climáticas na região através de observações de que a cascata de gelo Khumbu tem estado a derreter).

### Efeitos do transporte
Desde 2009, tem havido um aumento anual constante no número de chegadas de turistas em todo o mundo de aproximadamente 4,4 por cento. Em 2015, foram 1.186 bilhões de chegadas de turistas em todo o mundo, dos quais 54% chegaram por via aérea (640 milhões), 39 por cento (462 milhões) por veículo motorizado, 5% por água (59 milhões) e 2% por ferrovia (23,7 milhões). Um voo de sete horas num Boeing 747 produz 220 toneladas de CO2, o que equivale a conduzir um automóvel familiar de tamanho médio durante um ano, ou a necessidade energética de uma casa familiar média durante quase 17 anos. Com o número cada vez maior de chegadas de turistas, há uma quantidade cada vez maior de gases de efeito estufa (GEE) produzidos pela indústria do turismo.

### Cruzeiros
Os cruzeiros estão entre os setores de crescimento mais rápido da indústria global de viagens. Durante a última década, as receitas da indústria de cruzeiros cresceram para 37 mil milhões de dólares americanos e a procura por viagens de cruzeiro aumentou. Alguns argumentam que a rentabilidade do turismo de massa ofusca as preocupações ambientais e sociais. Por exemplo, o ambiente oceânico sofre com o despejo de águas residuais e esgotos, as âncoras danificam o fundo do mar e os recifes de coral e as emissões das chaminés poluem o ar. As questões sociais que têm sido associadas à indústria de cruzeiros incluem salários e condições de vida precárias, bem como discriminação e assédio sexual.

### Turismo em pequenas ilhas
As ilhas pequenas dependem frequentemente do turismo, uma vez que esta indústria representa entre 40% e 75% do PIB de várias ilhas, incluindo Barbados, Aruba, Ilha de Man e Anguila.
O turismo de massa, incluindo a indústria dos cruzeiros, tende a exercer pressão sobre os frágeis ecossistemas insulares e os recursos naturais que estes fornecem. Estudos demonstraram que as primeiras práticas de turismo eram insustentáveis e prejudicavam os fatores ambientais, prejudicando as paisagens naturais que originalmente atraíam os turistas. Por exemplo, em Barbados, as praias são a principal atração e foram erodidas e destruídas ao longo dos anos. Isto deve-se a decisões e políticas políticas ineficientes, juntamente com atividades turísticas irresponsáveis, como a condução imprudente e a eliminação de resíduos, danificando os ambientes costeiros e marinhos. Tais práticas também alteraram as características físicas da paisagem e causaram uma perda de biodiversidade, levando à perturbação dos ecossistemas. Muitas outras ilhas enfrentaram danos ambientais, como a Ilha de Man e Samoa.
No entanto, os visitantes são atraídos pelo cenário menos industrial destas ilhas, e de acordo com uma pesquisa, mais de 80% das pessoas desfrutaram da paisagem natural quando visitaram, muitos comentando que queriam proteger e salvar a vida selvagem no área. Muitos turistas recorreram a práticas de turismo sustentável e ecológico na tentativa de salvar a natureza que desfrutam nestes locais, enquanto algumas entidades políticas tentam fazer cumprir isto na tentativa de manter o turismo na sua ilha à tona.

## Impactos na saúde
O turismo traz efeitos positivos e negativos para a saúde da população local. Os efeitos negativos a curto prazo estão relacionados com a densidade das chegadas de turistas, o congestionamento do tráfego, a aglomeração, o nível de criminalidade e outros fatores estressantes. O turismo receptivo também aumenta a propagação de SARS, MERS, COVID-19 e outras doenças transmitidas de humano para humano, o que recentemente levou ao fechamento de fronteiras, restrições de viagens, cancelamento de voos, frequentemente transferidos entre visitantes e residentes. Os acidentes rodoviários são outro resultado negativo do desenvolvimento do turismo, uma vez que os visitantes não conhecem as regras locais, as normas de condução e as condições das estradas. Além disso, as taxas de acidentes relacionados com o álcool são significativamente mais elevadas para os turistas.

## links externos
- Gorrini, A.; Bertini, V. (31 de abril de 2018). «Walkability assessment and tourism cities: the case of Venice». International Journal of Tourism Cities. 4 (3): 355–368. doi:10.1108/IJTC-11-2017-0072 Verifique data em: |data= (ajuda)